# Jahangira
Jahangira é uma cidade do Paquistão localizada na província de Caiber Paquetuncuá.